# Гайсинська міська рада
Га́йсинська міська́ ра́да — адміністративно-територіальна одиниця та орган місцевого самоврядування в Гайсинському районі Вінницької області. Адміністративний центр — місто Гайсин.

## Загальні відомості
- Територія ради: 9,69 км²
- Населення ради: 25 518 осіб (станом на 2001 рік)
- Територією ради протікає Сіб

## Населені пункти
Міській раді підпорядковані населені пункти:
- м. Гайсин
- с-ще Млинки

## Склад ради
Рада складається з 36 депутатів та голови.
- Голова ради: Гук Анатолій Ілліч
- Секретар ради: Дика Оксана Анатоліївна

### Керівний склад попередніх скликань
| Прізвище, ім'я, по батькові | Основні відомості                                                                                              | Дата обрання | Дата звільнення |
| --------------------------- | --- | ------------ | --------------- |
| Гук Анатолій Ілліч          | Міський голова, 1944 року народження, освіта середня спеціальна, член Всеукраїнського об'єднання «Батьківщина» | 26.03.2006   | 31.10.2010      |
| Гук Анатолій Ілліч          | Міський голова, 1944 року народження, освіта середня спеціальна, член Всеукраїнського об'єднання «Батьківщина» | 31.10.2010   |                 |

Примітка: таблиця складена за даними сайту Верховної Ради України

### Депутати
За результатами місцевих виборів 2010 року депутатами ради стали:

#### За суб'єктами висування
| Суб'єкт висування                                       | Кількість обраних депутатів | %    |
| ------------------------------------------------------- | --------------------------- | ---- |
| Політична партія Всеукраїнське об'єднання «Батьківщина» | 22                          | 61,1 |
| Політична партія «Фронт Змін»                           | 7                           | 19,4 |
| Партія регіонів                                         | 3                           | 8,3  |
| Комуністична партія України                             | 2                           | 5,6  |
| Політична партія «Народна Самооборона»                  | 1                           | 2,8  |
| Соціалістична партія України                            | 1                           | 2,8  |

#### За округами
| № округу                                                | Прізвище, ім'я, по батькові        | Дата визнання обраним | Освіта             | Партійна приналежність                        | Відомості про обраного депутата                                                                |
| ------------------------------------------------------- | ---------------------------------- | --------------------- | ------------------ | --------------------------------------------- | ---------------------------------------------------------------------------------------------- |
| Комуністична партія України                             |                                    |                       |                    |                                               |                                                                                                |
| б/м                                                     | Захаров Сергій Юрійович            | 03.11.2010            | середня спеціальна | член Комуністичної партії України             | приватний підприємець                                                                          |
| б/м                                                     | Вовк Микола Анатолійович           | 03.11.2010            | середня            | член Комуністичної партії України             | приватний підприємець                                                                          |
| Партія регіонів                                         |                                    |                       |                    |                                               |                                                                                                |
| б/м                                                     | Свиріпа Володимир Михайлович       | 03.11.2010            | вища               | член Партії регіонів                          | пенсіонер                                                                                      |
| б/м                                                     | Грабар Віталій Анатолійович        | 03.11.2010            | вища               | член Партії регіонів                          | пенсіонер                                                                                      |
| б/м                                                     | Казановський Ігор Володимирович    | 03.11.2010            | вища               | член Партії регіонів                          | районний центр зайнятості, м. Гайсин, головний спеціаліст                                      |
| Політична партія Всеукраїнське об'єднання «Батьківщина» |                                    |                       |                    |                                               |                                                                                                |
| б/м                                                     | Грабовський Петро Пилипович        | 03.11.2010            | вища               | член Всеукраїнського об'єднання «Батьківщина» | будинок школярів, керівник ізостудії                                                           |
| б/м                                                     | Спеней Петро Григорович            | 03.11.2010            | середня            | член Всеукраїнського об'єднання «Батьківщина» | приватний підприємець                                                                          |
| б/м                                                     | Вербовенко Юрій Васильович         | 03.11.2010            | вища               | член Всеукраїнського об'єднання «Батьківщина» | приватний підприємець                                                                          |
| б/м                                                     | Гуляренко Василь Васильович        | 03.11.2010            | середня            | член Всеукраїнського об'єднання «Батьківщина» | приватний підприємець                                                                          |
| б/м                                                     | Гусляков Михайло Борисович         | 03.11.2010            | середня            | член Всеукраїнського об'єднання «Батьківщина» | приватний підприємець                                                                          |
| б/м                                                     | Витюк Віктор Анатолійович          | 03.11.2010            | середня            | член Всеукраїнського об'єднання «Батьківщина» | ВАТ «Укрнафта», старший майстер                                                                |
| б/м                                                     | Драчук Валентин Федорович          | 03.11.2010            | вища               | член Всеукраїнського об'єднання «Батьківщина» | приватний підприємець                                                                          |
| б/м                                                     | Балан Антон Валентинович           | 03.11.2010            | вища               | член Всеукраїнського об'єднання «Батьківщина» | комунальне підприємство «Гайсинтеплокомуненерго», інженер                                      |
| б/м                                                     | Мельник Руслан Леонідович          | 03.11.2010            | вища               | член Всеукраїнського об'єднання «Батьківщина» | головне управління економіки Вінницької ОДА, головний спеціаліст                               |
| б/м                                                     | Стасюк Сергій Юлійович             | 03.11.2010            | вища               | член Всеукраїнського об'єднання «Батьківщина» | міська рада, водій                                                                             |
| 2                                                       | Шеремета Ірина Костянтинівна       | 03.11.2010            | вища               | позапартійна                                  | Гайсинська загальноосвітня школа I-III ст. № 3, директор                                       |
| 3                                                       | Бойко Тетяна Петрівна              | 03.11.2010            | вища               | позапартійна                                  | Дошкільний навчальний заклад, завідувачка                                                      |
| 5                                                       | Дика Оксана Анатоліївна            | 05.11.2010            | вища               | позапартійна                                  | тимчасово не працює                                                                            |
| 6                                                       | Балан Лариса Ільївна               | 03.11.2010            | вища               | позапартійна                                  | Гайсинський вісник, головний редактор                                                          |
| 7                                                       | Гарнюк Іван Петрович               | 03.11.2010            | середня            | позапартійний                                 | тимчасово не працює                                                                            |
| 8                                                       | Нетун Володимир Вікторович         | 03.11.2010            | середня            | позапартійний                                 | приватний підприємець                                                                          |
| 9                                                       | Вельгус Людмила Леонідівна         | 03.11.2010            | вища               | позапартійна                                  | Казначейство, провідний спеціаліст                                                             |
| 11                                                      | Горбань Оксана Іванівна            | 03.11.2010            | вища               | позапартійна                                  | КП «Гайсинська ЖЕК», педагог-організатор                                                       |
| 13                                                      | Кристофович Віталій Віталійович    | 03.11.2010            | середня            | позапартійний                                 | Управління магістральних газопроводів, монтер                                                  |
| 15                                                      | Шевченко Ольга Василівна           | 03.11.2010            | середня            | позапартійна                                  | Магазин «ГАІ», продавець                                                                       |
| 17                                                      | Шумілова Ольга Аркадіївна          | 03.11.2010            | вища               | позапартійна                                  | ПП «Гайсин м'ясокомбінат», юрист                                                               |
| 18                                                      | Гуменюк Леся Андріївна             | 03.11.2010            | вища               | позапартійна                                  | Центр поштового зв'язку № 7, економіст                                                         |
| Політична партія «Народна Самооборона»                  |                                    |                       |                    |                                               |                                                                                                |
| 14                                                      | Доля Ігор Валентинович             | 03.11.2010            | вища               | позапартійний                                 | Гайсинська ЦРЛ, лікар-стоматолог                                                               |
| Політична партія «Фронт Змін»                           |                                    |                       |                    |                                               |                                                                                                |
| б/м                                                     | Іщук Василь Дмитрович              | 03.11.2010            | вища               | член Політичної партії «Фронт Змін»           | ПП «Іщук», директор                                                                            |
| б/м                                                     | Перкун Альона Миколаївна           | 03.11.2010            | вища               | член Політичної партії «Фронт Змін»           | територіальний центр управління праці та соціального захисту населення, завідувачка відділення |
| б/м                                                     | Луговська Світлана Олексіївна      | 03.11.2010            | вища               | член Політичної партії «Фронт Змін»           | Гайсинська ЦРЛ, завідувачка відділення                                                         |
| 1                                                       | Благовісний Сергій Іванович        | 03.11.2010            | вища               | позапартійний                                 | ПП Благовісний, директор                                                                       |
| 4                                                       | Воронова Ірина Яківна              | 03.11.2010            | вища               | позапартійна                                  | Державна нотаріальна контора, реєстратор                                                       |
| 12                                                      | Звенигородська Олена Олександрівна | 03.11.2010            | вища               | позапартійна                                  | Гайсинська дитяча лікарня, головний лікар                                                      |
| 16                                                      | Вітинський Віталій Валерійович     | 03.11.2010            | вища               | позапартійний                                 | Лікарня ветмедицина, зав.лабораторією                                                          |
| Соціалістична партія України                            |                                    |                       |                    |                                               |                                                                                                |
| 10                                                      | Юрчак Віктор Петрович              | 03.11.2010            | вища               | позапартійний                                 | Міська рада, головний архітектор міста                                                         |